# مشروع (SpeakEasy)

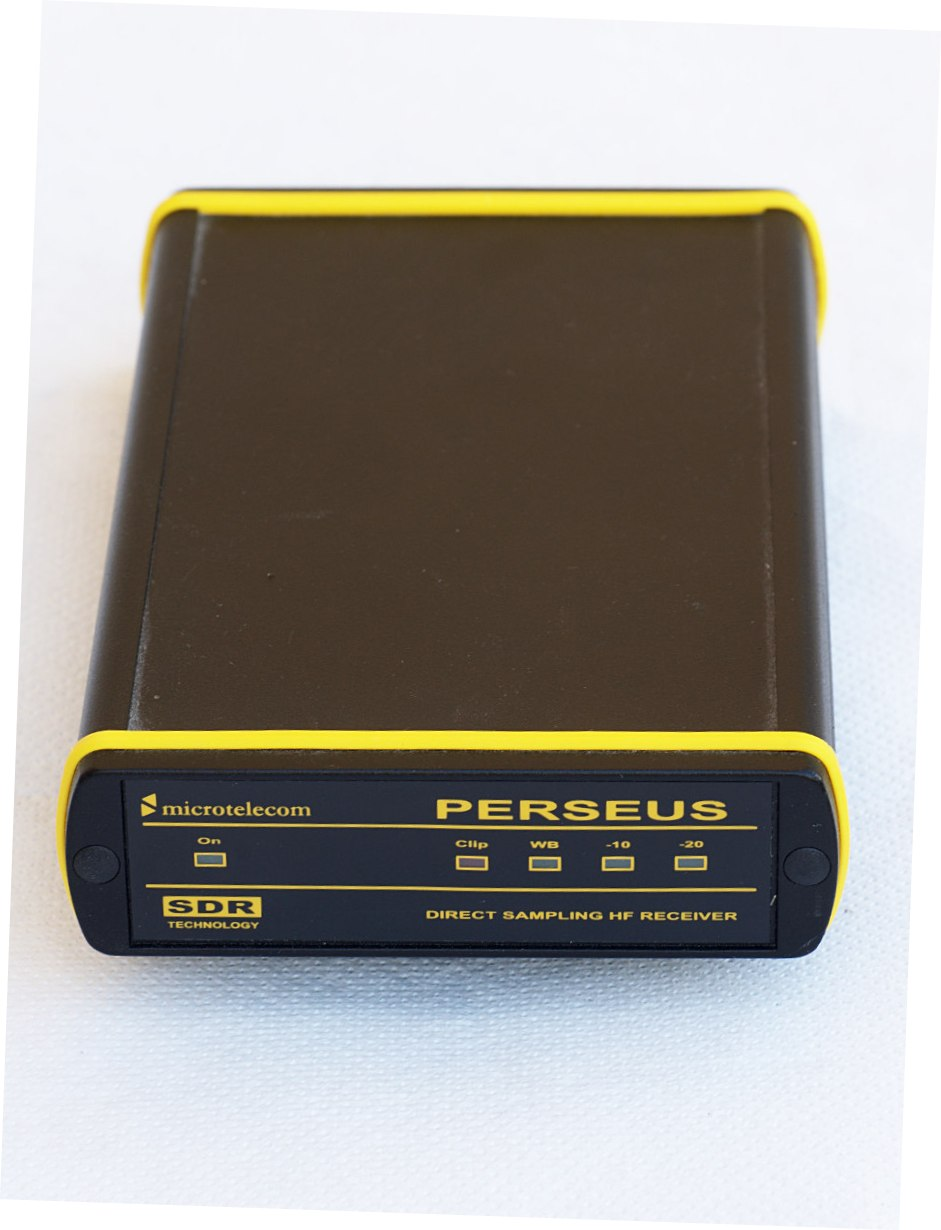
جهاز راديو معرف برمجيا

SpeakEasy هو مشروع عسكري تابع لجيش الولايات المتحدة لاستخدام تقنية الراديو المعرف برمجيا لإمكانية التواصل مع أكثر من 10 أنواع مختلفة من أجهزة الراديو العسكرية وربطها بنظام واحد.

## تاريخ
بدأ مشروع SpectrumWare بتطبيق تقنية الاتصالات اللاسلكية والمعرفة برمجيا مع معالجة الإشارات الموزعة ضمنها. وتأثرت نتيجة البحث للمشروع للغاية بفضل فعالية نوعين من الراديو المعرفة برمجيا ألا وهي: مشروع SpeakEasy العسكري والمنتجات التجارية لشركة Steinbrecher.
ووفقا لأوبمال ولاكي في مجلة «SPEAKeasy ، البرنامج الاذاعي العسكري» IEEE Communications Magazine (NY: IEEE Press) 1995، فإن مشروع SpeakEasy بدأ في عام 1991، وكان أول برنامج راديو معرف برمجيا مطبق على نطاق واسع. إذ كان الدافع إلى حد كبير وراء المشروع هو مشاكل التشغيل البيني للاتصالات، والتي نتجت عن الفروع المختلفة للجهات العسكرية التي تملك أنظمة راديو لاسلكية متنوعة (غير قابلة للتشغيل البيني)، وقد يكون السبب في ضعف إمكانية التشغيل البيني هو الاشتباكات والنزاعات المختلفة الواقعة في منطقة الاتصال، وكان الغرض الملح من مشروع SpeakEasy هو إنشاء منصة برمجية واحدة تضم عشرة أشكال من موجات الراديو المختلفة. لذا اختار المصممون أسرع معالج DSP متوفر في ذلك الوقت ألا وهو معالج Texas Instruments TMS320C40 والذي يعمل عند تردد 40 ميغا هيرتز. ونظرا لكونها قوة معالجة غير كافية لتنفيذ جميع عمليات معالجة شكل الموجة، فقد تم تصميم وحدات نظام البرنامج بحيث تدعم كل منها أربعة موجات من نوع C40s بالإضافة إلى بعض من نوع FPGAs .
وفي عام 1994، أثبتت المرحلة الأولى من المشروع نجاحا باهرا، ولكنها اشتملت على عدة مئات من أجهزة المعالجة وشغلت حيزا كبيرا في الجزء الخلفي من الشاحنة. وينص قانون مور على أن سرعة المعالج تتضاعف كل ثمانية عشر شهرا، وبما أن عملية إنشاء النظام وكتابة البرمجيات استغرقت ثلاث سنوات، فمن المفترض إذا أن سرعة المعالج قد تضاعفت مرتان. وقد يشيرهذا إلى أنه يمكن تقليص عدد المعالجات بمقدار أربعة أضعاف. ومع ذلك، لم يستفد مشروع SpeakEasy من هذه المعالجات التي كانت تعد الأحدث والأسرع، وكان السبب هو البرنامج المستخدم.
وتم ربط البرنامج بلغة التجميع C40، بالإضافة إلى لغة البرمجة المعروفة بـ كود الغراء والمسؤولة عن ربط العمل بين أربعة من C40s والكود الخاص بـ FPGA المحدد، وكان الاسنتاج أن الأمر استغرق ثلاث سنوات لكتابة البرمجيات لمنصة جعلها قانون مور قديمة وغير مجدية في ظرف ثمانية عشر شهرا. علاوة على ذلك، يحيل راديو البرامج بمعظم تعقيدات موجات الراديو إلى البرنامج نفسه، ولهذا السبب فإن البرنامج هو الجزء الأغلى في النظام وعملية تطويره تعد الأكبر. وفي نهاية الأمر، أدت هذه الملاحظات إلى أن قابلية البرمجيات هي الهدف الرئيسي لمشروع SpectrumWare. " 